# 乌里扬诺夫卡 (列宁格勒州)
乌里扬诺夫卡（羅馬化：Ulʹyanovka）是俄罗斯列宁格勒州的市级镇，属托斯诺区，地处列宁格勒州中西部，位于区行政中心托斯诺西北方，在州府圣彼得堡东南、加特契纳东北方。镇西北和西南分别有同属一区的市级镇红博尔和福尔诺索沃。涅瓦河流域内托斯纳河及托斯纳河一支流萨布林卡河（Саблинка）流经该地。
旧称萨布利诺（Саблино）；1925年设市级镇。该地2021年人口有11,879人；2010年人口11,601；2002年人口9,244；1989年人口9,595。